# 九龍巴士49線
九龍巴士49線是香港一條新界巴士路線，由九龍巴士（一九三三）有限公司營辦，於2023年9月25日起投入服務，來往青富苑及將軍澳工業邨，只於星期一至五（公眾假期除外）繁忙時間分別提供去程及回程服務。49線途經青衣島之長青邨、長康邨、青衣邨、長宏邨及長安邨後，先取道青荃橋、荃灣路、西九龍公路，於佐敦道沿途設站，再經東九龍走廊及啟德隧道前往九龍灣商貿區及觀塘商貿區，最後經將軍澳隧道前往將軍澳之坑口、百勝角及日出康城。

## 歷史
青衣島多年來一直未有直達將軍澳的公共交通服務，居民需透過轉乘往返兩地；此外，來往青衣島及九龍東的九龍巴士42C線及X42C線並未深入九龍灣商貿區及偉業街一帶，因此區議員希望增設往返青衣島和將軍澳的路線，並建議42C線新增支線來往青衣及東九龍商貿區內街。
因應以上乘客需求及配合青衣島的發展，運輸署在《2021－2022年度葵青區巴士路線計劃》中，建議開辦一條新巴士服務，來往青衣路及將軍澳工業邨，途經青衣島各主要屋苑、觀塘商貿區、坑口、百勝角及日出康城，並取道青荃橋、荃灣路、西九龍公路、東九龍走廊、佐敦道、啟德隧道及將軍澳隧道往返青衣島和將軍澳，提供星期一至五上午四班往將軍澳和下午四班往青衣之服務，並以招標的形式遴選營辦商。沿線區議會普遍支持此建議，但關注新路線服務水平，亦對走線細節有較多意見，建議亦獲區議會通過。
2022年12月，運輸署宣佈把此路線的專營權批予九巴，編號定為49。隨着青衣南部的青富苑於2023年陸續入伙，此路線於同年9月25日投入服務，開辦初期只提供來回程各兩班車。2024年11月3日：往青富苑方向增停青衣路「青富商場」站。

## 服務時間及班次
49線每個方向於星期一至五繁忙時間在固定時間開出兩班常規班次，星期六、日及公眾假期不設服務，列表如下：
| 青富苑開 | 將軍澳工業邨開 |
| -------- | -------------- |
| 07:00    | 17:10          |
| 07:30    | 17:30          |

## 收費
49線全程收費為$14.2，並設有12歲以下小童及65歲或以上長者半價優惠，當中60歲－64歲香港居民、65歲或以上長者與合資格殘疾人士如以指定八達通繳付此線的車資，均可享有長者及合資格殘疾人士公共交通票價優惠計劃提供的$2票價優惠。乘客登車時需以現金或八達通卡繳付車資，不設找贖；而每位成人乘客可免費帶同最多兩名四歲以下而且不佔座位的兒童乘車。此外，乘客亦可透過多元化電子支付系統（e度嘟）繳付車資，乘客使用此付款方式不能享有與非九巴／龍運路線之轉乘優惠，亦不能享有「公共交通費用補貼計劃」及「長者及合資格殘疾人士乘車優惠計劃」。在每月首個服務日，每兩名繳付成人車費的乘客，可攜同一名12歲以下小童或65歲或以上長者免費乘車，而每名攜同合資格殘疾人士登車的乘客，以現金繳付車資亦可享半價優惠。
49線沿途單向分段收費如下：
| 上車地點＼落車地點     | 將軍澳工業邨 | 青富苑 |
| ---------------------- | ------------ | ------ |
| 西九龍站起             | $9.9         | 不適用 |
| 觀塘順業街起           | $7.9         |        |
| 將軍澳隧道轉車站起     | $5.6         |        |
| 觀塘巧明街起           | 不適用       | $10.4  |
| 九龍佑寧堂起           | $8.8         |        |
| 青衣轉車站－長安總站起 | $4.8         |        |
| 長青邨青梅樓起         | $4.5         |        |

此外，乘客凡以同一張八達通卡於同一星期內乘搭此路線滿十程，可在指定日期內於青衣站巴士總站站長室免費換領此路線單程車票一張，相關優惠只適用於繳付全程車費之成人及學生八達通使用者。

## 行車路線
49線往將軍澳工業邨方向途經青衣路、青康路、涌美路、青衣鄉事會路、楓樹窩路、青衣西路（南行）、寮肚路、長宏巴士總站、寮肚路、青衣西路（北行）、担杆山交匯處、青敬路、長安巴士總站、担杆山路、担杆山交匯處、青荃路、荃青交匯處、荃灣路、青葵公路、西九龍公路、連翔道、佐敦道、加士居道、漆咸道南、漆咸道北、東九龍走廊、啟德隧道、啟福道、偉業街、偉發道、觀塘繞道、將軍澳道、將軍澳隧道、將軍澳隧道公路、寶順路、寶寧路、昭信路、環保大道及駿日街；往青富苑方向途經途經駿宏街、環保大道、昭信路、寶寧路、寶順路、將軍澳隧道公路、將軍澳隧道、將軍澳道、偉發道、偉業街、啟福道、啟德隧道、東九龍走廊、漆咸道北、漆咸道南、加士居道、佐敦道、西九龍公路、青葵公路、荃灣路、荃青交匯處、青荃路、担杆山交匯處、青敬路、長安巴士總站、担杆山路、担杆山交匯處、青衣西路（南行）、寮肚路、長宏巴士總站、寮肚路、青衣西路（北行）、楓樹窩路、青衣鄉事會路、涌美路、青康路及青衣路，具體停站請參考資訊框。